# Mammillaria grusonii
Mammillaria grusonii là một loài thực vật có hoa trong họ Cactaceae. Loài này được Runge mô tả khoa học đầu tiên năm 1889.